# Арпајарг ет Орејак
Арпајарг ет Орејак (фр. Arpaillargues-et-Aureillac) насеље је и општина у јужној Француској у региону Лангдок-Русијон, у департману Гар која припада префектури Ним.
По подацима из 2011. године у општини је живело 1.037 становника, а густина насељености је износила 75,86 становника/km². Општина се простире на површини од 13,67 km². Налази се на средњој надморској висини од 116 метара (максималној 200 m, а минималној 69 m).

## Демографија
| 1962. | 1968. | 1975. | 1982. | 1990. | 1999. | 2011. |
| ----- | ----- | ----- | ----- | ----- | ----- | ----- |
| 255   | 265   | 309   | 459   | 667   | 785   | 1.037 |

График промене броја становника у току последњих година